# 나타샤 우르반스카
나타샤 우르반스카(폴란드어: Natasza Urbańska, 1977년 8월 17일 ~ )는 폴란드의 배우, 가수, 사회자이다.

## 음반 목록
- Balkanika (2008)
- Hity Buffo vol. 1 (2009)
- One (2014)

## 영화 목록
- 365일 (2020)